# Талдисайський сільський округ (Мугалжарський район)
Талдиса́йський сільський округ (каз. Талдысай ауылдық округі, рос. Талдысайский сельский округ) — адміністративна одиниця у складі Мугалжарського району Актюбінської області Казахстану. Адміністративний центр — село Талдисай.
Населення — 751 особа (2021; 939 у 2009, 1591 у 1999, 1900 у 1989).
Станом на 1989 рік існувала Бронштейнська сільська рада (села Бурма, Єнбек, Кунжар, Талдисай) Октябрського району.

## Склад
До складу округу входять такі населені пункти:
| Населений пункт | Колишні назви | Населення, осіб (1989) | Населення, осіб (1999) | Населення, осіб (2009) | Населення, осіб (2021) |
| --------------- | ------------- | ---------------------- | ---------------------- | ---------------------- | ---------------------- |
| Бурма, село     | -             | 112                    | -                      | -                      | -                      |
| Єнбек, село     | -             | 375                    | 408                    | 324                    | 233                    |
| Кунжар, село    | -             | 227                    | -                      | -                      | -                      |
| Талдисай, село  | -             | 1186                   | 1183                   | 615                    | 518                    |